# عاطفه اسدی

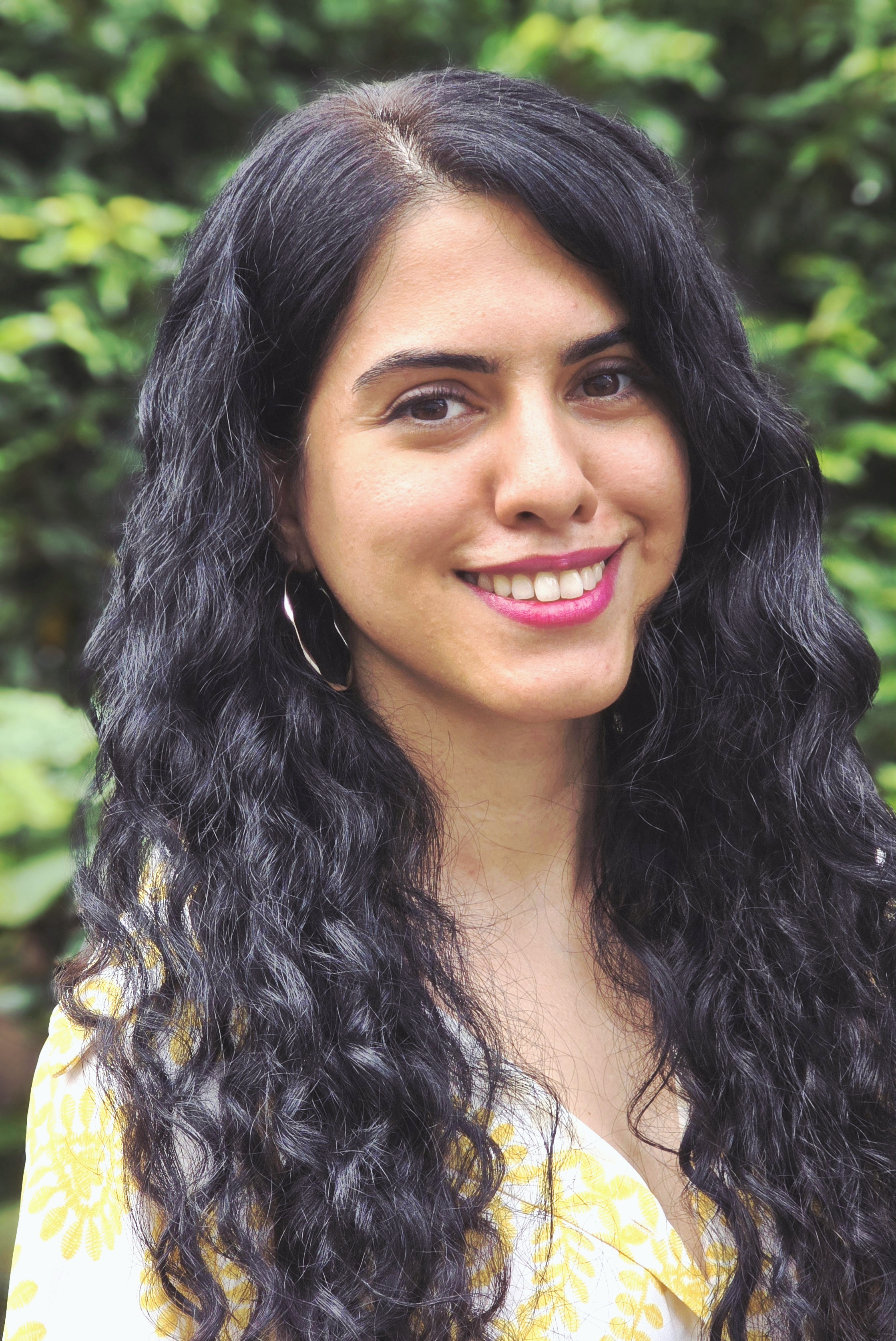
عاطفه اسدي في هانوفر

عاطفه اسدي (ولدت في أبريل 1994 في طهران) هي شاعرة وروائية ومترجمة ومحررة وكاتبة أغاني إيرانية. حصلت على منحة حنه أرندت عام 2021 وتعيش منذ ذلك الحين في ألمانيا.

## السيرة الذاتية
ولدت عاطفه أسدي في طهران عام 1994، ودرست الترجمة. انتقلت إلى ألمانيا عام 2021 وتعيش حالياً في هانوفر.

## العمل الأدبي
عملت أسدي في العديد من المجلات والمواقع الأدبية في إيران، إلا أن مجموعاتها القصصية الثلاث قد مُنعت وصودرت من قبل وزارة الثقافة والإرشاد الإسلامي بسبب الرقابة. نُشرت أعمالها في مجلات مثل "سايه‌ها"، "كونسفر"، "كتابچي" و"مورفا".
في عام 2021، حصلت على منحة حنه أرندت "لأعمالها الأدبية البارزة والتزامها الراسخ بحرية التعبير".
تمت ترجمة قصائدها وقصصها القصيرة إلى عدة لغات ونُشرت في دول مثل ألمانيا وإيطاليا. وتتناول أعمالها مواضيع مثل حقوق المرأة، الأقليات، الهجرة، التمييز والحرية.
شاركت في العديد من ورش العمل حول "الأدب في المنفى".
تقوم أيضاً بإلقاء قراءات في المدارس وتدرّس الأدب في ألمانيا.
كما تشغل منصب رئيسة القسم الأدبي في مجلة "هاميارى" في كندا.
تعاونت مع النحات الألماني "كرومل" في تصميم نصب "المرأة، الحياة، الحرية".

## النشاط السياسي
بعد حظر أعمالها في إيران، قامت بنشرها سراً، مما أدى إلى اعتقالها بسبب نشاطها السياسي ومشاركتها في الاحتجاجات.
ظهرت كناقدة لسياسات الحكومة الإيرانية وشاركت في مؤتمرات دولية مثل WEXFO في النرويج، ومؤتمر Safe Havens في اليونان، واجتماعات ICORN في الدنمارك وبلجيكا.
دافعت مراراً في مقابلاتها عن حركة "المرأة، الحياة، الحرية"، وطالبت المجتمع الدولي بدعم انتفاضة الشعب الإيراني وتصنيف الحرس الثوري الإسلامي كمنظمة إرهابية.
نُشرت العديد من مقالاتها حول الأدب والفن والسياسة في الصحف الأوروبية. وظهر مقال بعنوان "نحن شعب إيران كنا دائماً وحدنا" أثناء الحرب الإيرانية-الإسرائيلية في صحيفة صحيفة فرانكفورتر العامة. تُرجم النص إلى الإنجليزية والفرنسية، وأُدرج في قوائم مقالات بارزة مثل Perlentaucher وDeutschlandfunk Kultur.